# Daniel Gittard
Daniel Gittard (Blandy-les-Tours, 14 marzo 1625 – Parigi, 15 dicembre 1686) è stato un architetto francese.

## Biografia
Allievo di Louis Le Vau, ottenne il titolo di "architetto del re". Partecipò alla costruzione di diversi palazzi privati ed edifici religiosi parigini: il noviziato dell'Oratorio (1655), il convento e la chiesa dei Benedettini del Santissimo Sacramento (1658) e la chiesa di Saint-Sulpice (1660).
Lavorò anche alle fondamenta e ai giardini del Castello di Vaux-le-Vicomte.
A Castello di Chantilly, per conto di Luigi II di Borbone-Condé, costruì il Grand Degré sotto la direzione di André Le Nôtre e lavorò alla riqualificazione del castello con Jules Hardouin Mansart.
Nel 1669, ottenuto il titolo di "ingegnere e architetto degli edifici del Re", fu padrino della figlia di Michel Boissart, maestro scultore a Parigi.
Nel 1671 fu uno dei primi membri della Académie royale d'architecture appena creata da Luigi XIV.
Suo figlio, Pierre Gittard (1665 - 1746), fu architetto e ingegnere del re.

## Opere principali

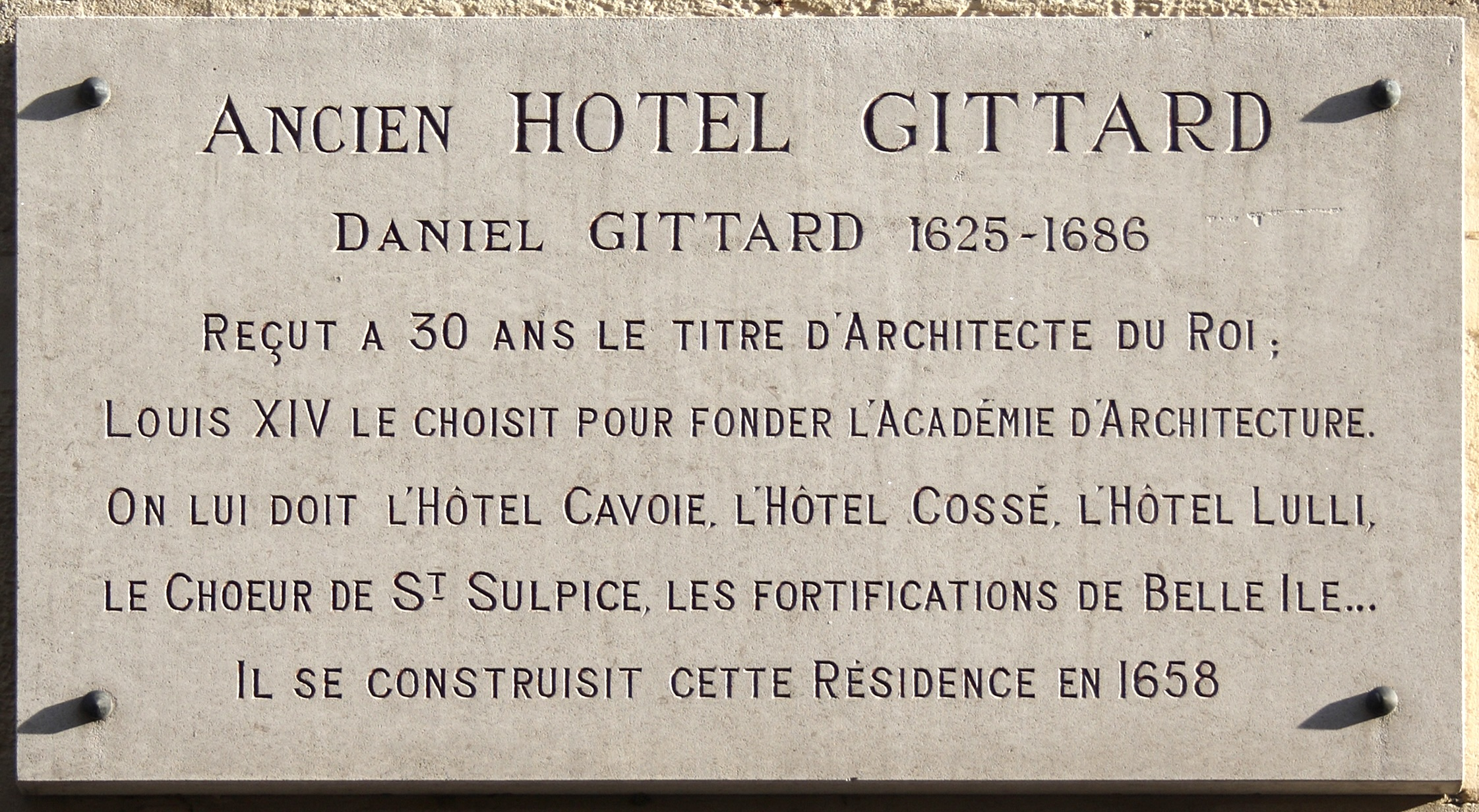
Targa al 65 rue des Saints-Pères (Parigi).

- Hôtel de Saint-Simon, rue Taranne, Parigi, 1644 [3]
- Hôtel de Sourdéac, rue Garancière, Parigi, 1646 (attribuzione)
- Cappella del noviziato dell'Oratorio, avenue Denfert-Rochereau, Parigi, 1655 - 1657 (resta la facciata)
- Convento e Chiesa dei Benedettini del Santissimo Sacramento, Parigi, 1658
- Progetto non completato per il castello di Saint-Maur, costruito da Philibert Delorme, Saint Maur les Fossée, 1660 (distrutto)
- Hôtel de La Meilleraye, 56 rue des Saints-Pères, Parigi, c. 1660
- Direzione dei lavori della chiesa di Saint-Sulpice a Parigi su progetto di Christophe Gamard, 1660 - 1675
- Hotel Lully, Parigi, 1671
- Decorazione del coro della chiesa di Saint-Crépin a Château-Thierry, 1672
- Restauro delle volte della chiesa di Saint-Aspais a Melun, eseguito sotto la sua direzione dal capomastro Simon Lambert, 1673
- Chiesa di Saint-Jacques-du-Haut-Pas, Parigi, 1675
- Esperto con Libéral Bruant per la chiesa di Saint-Louis-en-l'Île, Parigi, 1675
- Seminario Autun, 1675
- Sala degli Stati del Palazzo dei Duchi di Borgogna a Digione, completata dopo la sua morte da Jules Hardouin Mansart, 1682 - 1686.
- Grand Degré nel parco del castello di Chantilly, 1684
- Hôtel de Cavoye, rue des Saints-Pères, Parigi, 1686